# Tublje pri Hrpeljah
Tublje pri Hrpeljah – wieś w Słowenii, w gminie Hrpelje-Kozina. 1 stycznia 2017 liczyła 124 mieszkańców.